# Halcampella endromitata
Halcampella endromitata är en havsanemonart som först beskrevs av Heinrich Andres 1881.  Halcampella endromitata ingår i släktet Halcampella och familjen Halcampoididae. Inga underarter finns listade i Catalogue of Life.